# Almonacid de la Sierra (kommunhuvudort)
Almonacid de la Sierra är en kommunhuvudort i Spanien.   Den ligger i provinsen Provincia de Zaragoza och regionen Aragonien, i den nordöstra delen av landet, 230 km nordost om huvudstaden Madrid. Almonacid de la Sierra ligger 604 meter över havet och antalet invånare är 904.
Terrängen runt Almonacid de la Sierra är kuperad åt sydväst, men åt nordost är den platt. Runt Almonacid de la Sierra är det ganska glesbefolkat, med 36 invånare per kvadratkilometer. Närmaste större samhälle är La Almunia de Doña Godina, 9,7 km norr om Almonacid de la Sierra. Omgivningarna runt Almonacid de la Sierra är i huvudsak ett öppet busklandskap.